# Grand Prix de Wallonie 2010
La 51e édition du Grand Prix de Wallonie a eu lieu le 2010. Elle a été remportée par l'Allemand Paul Martens.

## Organisation
Depuis 2003, le Grand Prix de Wallonie est organisé par TRW'Organisation, organisateur du Tour de la Région wallonne (devenu depuis le Tour de Wallonie). Ce changement de propriétaire est l'occasion d'une modification du parcours de la course et de sa date : elle a lieu en septembre depuis 2003, et non plus en mai,.

## Classement final
Paul Martens remporte la course en parcourant les 202,4 kilomètres en 4 h 56 min 12 s à la vitesse moyenne de 40,999 km/h.
| Classement final, | Classement final, | Classement final, | Classement final,               | Classement final,  |
|                   | Coureur           | Pays              | Équipe                          | Temps              |
| ----------------- | ----------------- | ----------------- | ------------------------------- | ------------------ |
| 1er               | Paul Martens      | Allemagne         | Rabobank                        | en 4 h 56 min 12 s |
| 2e                | Riccardo Riccò    | Italie            | Ceramica Flaminia-Bossini Docce | m.t                |
| 3e                | Cadel Evans       | Australie         | BMC Racing                      | m.t                |
| 4e                | Julien Simon      | France            | Saur-Sojasun                    | + 5 s              |
| 5e                | Giovanni Visconti | Italie            | ISD-Neri                        | m.t                |
| 6e                | Björn Leukemans   | Belgique          | Vacansoleil                     | + 8 s              |
| 7e                | Kevyn Ista        | Belgique          | Cofidis                         | + 10 s             |
| 8e                | Sep Vanmarcke     | Belgique          | Topsport Vlaanderen-Mercator    | + 15 s             |
| 9e                | Jürgen Roelandts  | Belgique          | Omega Pharma-Lotto              | + 16 s             |
| 10e               | Luca Paolini      | Italie            | Acqua & Sapone-Caffe Mokambo    | m.t                |
| modifier          |                   |                   |                                 |                    |